# 国政モニター

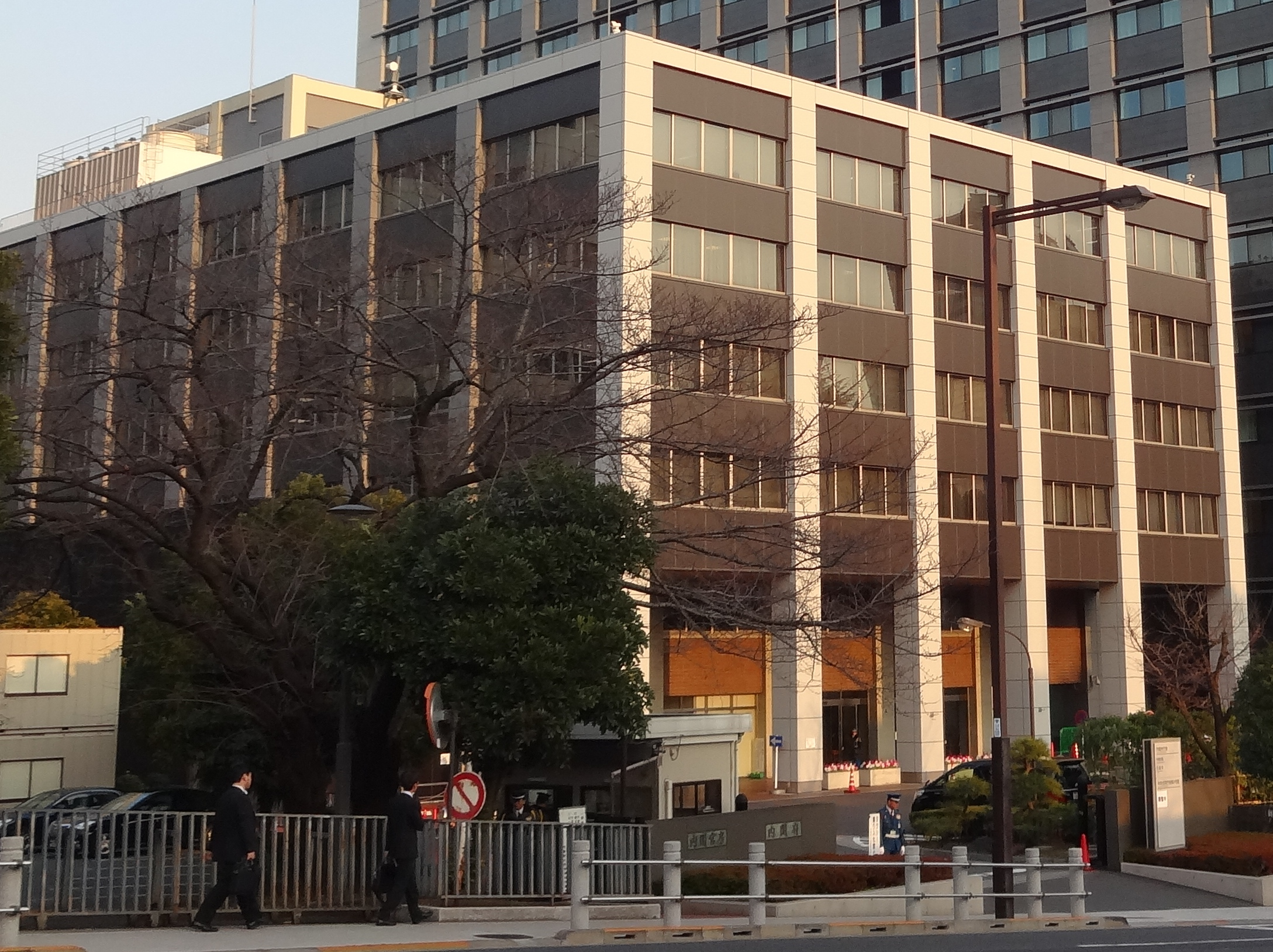
内閣総理大臣官房広報室がある内閣府庁舎

日本の国旗：日の丸

国政モニター（こくせいモニター）は、池田勇人内閣の政策の中でメディア戦略の一環として毎月1回、全国のモニターから意見徴取するため、1962年（昭和37年）6月に始まった制度である。

## 概要
2012年のインターネットでの実施が始まるまでは、郵送による文章での意見募集（有償）であったが、同年以降インターネットでの国政モニターはボランティアで行われている。

### 募集
国政モニターの募集は公募により行われている。公募方法は新聞記事下掲載（全国 76紙に掲載）、ホームページ掲載等による。インターネットでの実施が行われた2012年以降は志望者はネット上で期限までに400字程度のミニ論文の提出を行う。その内容により参加資格の選定が行われていた。居住地の都道府県名と氏名と職業の区分があって、「管理職」や「主婦主夫」や「専門・技術職」などの区分を選択し、年齢は何十代などを記入するのみで個人情報に配慮したシステムである。選定者にはメールにて通知が来るが、不採用の場合にはメールでの連絡は行われていない。

### 除外対象者
弁護士などの法曹関者、国会議員や地方議員、国家公務員や地方公務員や国政モニターの回数が重なるリピーター経験者も対象除外とされた。これは、国政モニター制度についての評価委員からの意見で「2年間の任期（半数ずつ交互に）でいいのではないか。」「1年は妥当であろう。あまり長いとプロ化するので。」という意見が反映されている。

## 意見提出
毎月、モニターの登録メールアドレスにメールで意見提出案内が来て、そして、そこからアクセスして意見を書き込むようにシステム化されていた。マイページも用意されていた。意見の提出回数は年度によって異なるが、月2回か3回で行われていた。

### 分野
各省庁に概ね対応している。インターネットや報道については総務省、裁判員制度は法務省、教育関係は文部科学省。鉄道や住宅関係は国土交通省というふうに特に省庁を指定しなくとも内閣総理大臣官房広報室から関係省庁へ「国民の意見」として送られている。

### 意見の傾向
外交問題は男性の意見が多く、女性は教育問題や保育に関心が高いモニターも多く、厚生労働省や文部科学省への意見が多く見られた。「その他」という意見提出の分野もあり、そこには「国政モニター制度」についての広報室の運営への不満的な意見や要望もあり、そういう意見も公開されていた。

### 著作権への配慮
氏名は表示しても表示しなくともよいということで、意見提出者がネット上で選択できるようになっていた。著作者人格権（氏名表示権）に配慮したものである。

## 国政モニター全国会議
国政モニター全国会議は、国政モニターの中から応募者を募り、その中からおよそ十数名程度が会議に出席できるシステム。2012年以降は内閣府で行われ、モニターが始めに意見を3分以内で発表し、それについて職員などが応答をする。配布物対応もなされていて、発表者が配布物を希望する場合は事前にPDFなどにしてメールで送っておくとプリントアウトして参加者に配布された。後にその応募時に書いたモニターの文章と「お答え」が国政モニターのサイトからも公開されていた。この会議については謝礼と交通費が支給されている。2016年度（平成28年度）はこの会議が実施されていない。

## 国政モニター制度の功績
国政モニターの意見の中からも政策や課題への対策に採用された可能性もあり民主的な運営がなされていた。大学教員や看護職や介護施設の職員も国政モニターや全国会議で現場の声を届けている。

## 問題の発覚
内閣総理大臣官房広報室（総理府、現: 内閣府大臣官房政府広報室）が担当をしているが、2017年度以降募集も更新もなされないまま、そのサイトは閲覧ができる状態であった。2018年4月30日から5月1日にかけて、公開されている国政モニターの意見の中には「特定の国民に対してのヘイト的発言や差別的表現も見られるのにそのまま放置されて公開されている」ということを指摘した個人ブログが発端となり、複数のマスコミにそのことについて大きく取り上げられ報じられた。その指摘を受けてか、同年5月2日以降、「休止」として閲覧ができない状態となった。

## 今後の展望と担当者の回答
取材陣への回答としては各社の記事を総合的に見ると「今はそれらの意見についての調査中で、今まで600人程度が意見募集の対象であったが、もっと多くの国民からの意見を募る予定で今回のことが原因でサイトを閉じたわけではない。そして国政モニターのこれまでの役割は終わっている。」であった。

## 参考ＵＲＬ
- 平成 14 年度政策評価書（事後評価）
- 平成１７年度政策評価書(事後評価)
- 国政モニター制度について評価委員からの意見